# Mediator (geneeskunde)
Een mediator is in de geneeskunde een lichaamseigen stof die bij een afweerreactie van het lichaam vrijkomt. Bij het binnendringen van een vreemde stof die als schadelijk wordt beschouwd wordt de mediator uitgestort vanuit granulen of vesikels, die zich bevinden in mestcellen en granulocyten.
Mediatoren kunnen verschillende functies hebben en kunnen in bepaalde categorieën ingedeeld worden, zoals:
- ontstekingsmediatoren
- mediatoren die witte bloedcellen stimuleren
- vaatverwijdende mediatoren (vasodilatatie)

Een van de bekendste mediatoren is histamine, geproduceerd door de mestcellen. 